# 本態性振戦
本態性振戦（ほんたいせいしんせん）は、原因不明の不随意な律動的な体の動きを起こす疾患である。

## 特徴
診断の際は下記3点が特徴である。
- 他の疾患などによる二次性の振戦の可能性が除外されている。
- 神経学的診察では振戦以外の所見をみとめない。
- 画像所見においても異常所見を伴わない。

本態性振戦の病態はまだ十分には明らかになっておらず、薬剤の作用機序も不明な点が多い。

## 疫学
- 有病率は報告によってばらつきがみられるが、およそ人口の2.5%から10%とされている[1]。
- 高齢者に多い（40歳以上では4%、65歳以上では5%から14%以上）[2][3]。

## 病因
- 明確な神経障害や病変があるものを除外するため、本態性振戦の病因は明らかなものは存在しない。

## 治療
- βアドレナリン受容体遮断薬による薬物治療では、50%から70%の患者で症状の改善が報告されている[4]。
- 手術療法としては視床破壊術、視床電極刺激術、ガンマナイフによる視床破壊術がある。視床刺激療法は安全で有効性が高いことが報告されているが、13%から40%に効果減弱が報告されている[5][6]。

## その他
- コミュニティとしては、International Essential Tremor Foundationがある[7]。